# Pantydia dochmosticta
Pantydia dochmosticta är en fjärilsart som beskrevs av Turner 1933. Pantydia dochmosticta ingår i släktet Pantydia och familjen nattflyn. Inga underarter finns listade i Catalogue of Life.